# Violette Athletic Club
Violette Athletic Club is een Haïtiaanse voetbalclub uit de hoofdstad Port-au-Prince. In 1984 verwierf de club internationale faam door de CONCACAF Champions Cup te winnen. Enkel Racing Club Haïtien had dit Violette voorgedaan, maar tot op heden kon geen andere club nog deze beker winnen.

## Erelijst
- Ligue Haïtienne

1939, 1957, 1968, 1983, 1994/95, 1999, 2020/21-O
- Coupe d'Haïti

1939, 1951
- CONCACAF Champions Cup

1984
- CFU Club Championship

2022

## Bekende spelers
- Alexandre Boucicaut
- Sebastien Vorbe